# Бжузе-Дуже
Бжузе-Дуже (пол. Brzóze Duże) — село в Польщі, у гміні Жевне Маковського повіту Мазовецького воєводства.
Населення — 20 осіб (2011).
У 1975-1998 роках село належало до Остроленцького воєводства.

## Демографія
Демографічна структура станом на 31 березня 2011 року:
|          | Загалом | Допрацездатний вік | Працездатний вік | Постпрацездатний вік |
| -------- | ------- | ------------------ | ---------------- | -------------------- |
| Чоловіки | 13      | 0                  | 9                | 4                    |
| Жінки    | 7       | 0                  | 3                | 4                    |
| Разом    | 20      | 0                  | 12               | 8                    |